# يعقوب الحضرمي
أَبُو مُحَمَّدٍ يَعْقُوبُ بْنُ إِسْحَاقَ بْنِ زَيْدِ بْنِ عَبْدِ اللَّهِ بْنِ أَبِي إِسْحَاقَ الْحَضْرَمِيُّ الْبَصْرِيُّ ويُعرف اختصارًا بـ يعقوب الحضرمي أو يعقوب القارئ (117 – ذو الحجة 205هـ / 735 – 821م) هو القارئ التاسع ضمن القراء العشرة، روى عنه رويس وروح. ولد بعد الثلاثين ومائة وتوفي سنة 205 هـ وعمره 88 سنة.

## نسبه
هو يعقوب بن إسحاق بن زيد بن عبد الله بن أبي إسحاق الحضرمي البصري. 

## حياته
تلا على أبي المنذر سلام الطويل، وأبي الأشهب العطاردي، ومهدي بن ميمون، وشهاب بن شرنفة وسمع أحرفا من حمزة الزيات. وسمع الكثير من: شعبة، وهمام وأبي عقيل الدورقي، وهارون بن موسى، وسليم بن حيان، والأسود بن شيبان، وزائدة بن قدامة، وعدة، وتقدم في علم الحديث. وفاق الناس في القراءة، وما هو بدون الكسائي بل هو أرجح منه عند أئمة، لكن رزق أبو الحسن سعادة.
وازدحم القراء على يعقوب، فتلا عليه روح بن عبد المؤمن ومحمد بن المتوكل رويس والوليد بن حسان، وأحمد بن عبد الخالق المكفوف، وكعب بن إبراهيم، وحميد بن وزير، والمنهال بن شاذان، وأبو عمر الدوري، وأبو حاتم السجستاني، وعدد كثير. وكان يقرئ الناس علانية بحرفه بالبصرة في أيام ابن عيينة، وابن المبارك، ويحيى القطان، وابن مهدي، والقاضي أبي يوسف، ومحمد بن الحسن، ويحيى اليزيدي، وسليم والشافعي، ويزيد بن هارون، وعدد كثير من أئمة الدين، فما بلغنا بعد الفحص والتنقيب أن أحدا من القراء ولا الفقهاء ولا الصلحاء ولا النحاة ولا الخلفاء كالرشيد والأمين والمأمون أنكروا قراءته، ولا منعوه منها أصلا.
ولو أنكر أحد عليه لنقل ولاشتهر، بل مدحها غير واحد، وأقرأ بها أصحابه بالعراق، واستمر إمام جامع البصرة بقراءتها في المحراب سنين متطاولة، فما أنكر عليه مسلم، بل تلقاها الناس بالقبول، ولقد عومل حمزة مع جلالته بالإنكار عليه في قراءته من جماعة من الكبار، ولم يجر مثل ذلك للحضرمي أبدا، حتى نشأ طائفة متأخرون لم يألفوها، ولا عرفوها، فأنكروها، ومن جهل شيئا عاداه، قالوا: لم تتصل بنا متواترة، قلنا: اتصلت بخلق كثير متواترة، وليس من شرط التواتر أن يصل إلى كل الأمة.
وأول من ادعى أن حرف يعقوب من الشاذ أبو عمرو الداني، وخالفه في ذلك أئمة، وصار في الجملة في المسألة خلاف حادث، والله أعلم. حدث عن يعقوب: أبو حفص الفلاس، وبندار، وأبو قلابة الرقاشي، وإسحاق بن إبراهيم شاذان، والكديمي وخلق سواهم، وكان أخوه أحمد بن إسحاق الحضرمي أسن منه.
وروي عن يعقوب أنه قرأ على سلام ، عن قراءته على عاصم الجحدري . فهذه ثلاثة أقوال فيحتمل أن سلاما أخذ عن الثلاثة.

## قالوا عنه
- قال أبو حاتم السجستاني:«وأعلم من رأيت بالحروف واختلاف القراءات ومذاهبها، وعللها، ومذاهب النحاة، وهو أروى الناس لحروف القرآن وحديث الفقهاء.»

- قال أبو عمرو الداني:«وائتم بيعقوب في اختياره عامة البصريين بعد أبي عمرو فهم أو أكثرهم على مذهبه.»[3] وقال:«وسمعت طاهر بن غلبون يقول: إمام الجامع بالبصرة لا يقرأ إلا بقراءة يعقوب.»[4]
- قال أبو حاتم السجستاني: يعقوب أعلم من رأينا بالحروف والاختلاف في القرآن وعلله ومذاهبه ومذاهب النحو.
- قال أحمد بن حنبل: هو صدوق.
- قال محمد بن أحمد العجلي يمدح يعقوب: أبوه من القراء كان وجده ويعقوب في القراء كالكوكب الدري  تفرده محض الصواب ووجهه فمن مثله في وقته وإلى الحشر.
- قال أبو الحسن طاهر بن غلبون وإمام أهل البصرة بالجامع لا يقرأ إلا بقراءة يعقوب -رحمه الله
- قال الإمام علي بن جعفر السعيدي: كان يعقوب أقرأ أهل زمانه ، وكان لا يلحن في كلامه وكان أبو حاتم السجستاني من بعض غلمانه.
- عن أبي عثمان المازني قال: رأيت النبي -صلى الله عليه وسلم- في النوم ، فقرأت عليه سورة طه ، فقلت: مكانا سوى فقال: اقرأ «سوى» قراءة يعقوب.
- قال أبو القاسم الهذلي في «كامله»: ومنهم يعقوب الحضرمي ، لم ير في زمنه مثله ، كان عالما بالعربية ووجوهها ، والقرآن واختلافه ، فاضلا تقيا نقيا ورعا زاهدا ، بلغ من زهده أنه سرق رداؤه عن كتفه وهو في الصلاة ، ولم يشعر ، ورد إليه ، فلم يشعر ، لشغله بعبادة ربه وبلغ من جاهه بالبصرة أنه كان يحبس ويطلق.
- قال أبو طاهر بن سوار: كان يعقوب حاذقا بالقراءة ، قيما بها، متحريا نحويا ، فاضلا.
- قال روح بن عبد المؤمن وغيره: قرأ يعقوب على سلام الطويل، وقرأ سلام على أبي عمرو بن العلاء.
- قال رويس: قرأت على يعقوب، وقرأ على سلام عن عاصم بن أبي النجود .